# Memorándum de Mallet-Prevost

En color morado el territorio disputado entre Venezuela (color rojo) y la colonia inglesa de Guyana Británica (hoy Guyana, de color azul).

El memorándum Mallet-Prevost es un documento publicado póstumamente, escrito por Severo Mallet-Prevost, secretario oficial de la delegación estadounidense-venezolana durante el Laudo Arbitral de París de 1899, en el que se afirmaba que el laudo, fallado en gran medida a favor del Reino Unido en la disputa territorial con Venezuela por la Guayana Esequiba, fue el resultado de la presión ejercida por el presidente del Tribunal, Friedrich Martens, y de un acuerdo político entre el Imperio ruso y el Imperio británico. Dicho memorando dio lugar a las quejas de Venezuela ante las Naciones Unidas en 1962, que desembocaron en el Acuerdo de Ginebra, firmado con el Reino Unido en 1966.

## Memorándum
Después de la muerte de Severo Mallet Prevost, su representante legal Otto Schöenrich hace público en 1949, por expresa disposición de Prevost, un documento escrito por el propio Mallet Prevost en el año 1944, en el cual considera que el Laudo Arbitral fue una componenda política, obra de la presión frente a la justicia, un compromiso de trastienda por el cual "tres jueces que tenían la mayoría dispusieron del territorio de Venezuela, porque los dos jueces británicos no estaban actuando como jueces, sino que lo hacían como hombres del gobierno, como abogados".
El documento afirma que Fiódor Martens deliberadamente no actuó como juez imparcial, no se guio por los principios apegados al derecho ni de análisis técnico de las evidencias e incluso, según revela el documento, persuadió a una de las partes para que aceptasen una propuesta de solución de la controversia que él mismo había elaborado, alejada de las mismas normas contenidas en el Tratado Arbitral de 1897 y de los principios que rigen el derecho.

“…Antes de ir a París, el juez Brewer [abogado norteamericano por Venezuela] y yo nos detuvimos en Londres, y estando allí el señor Henry White, Encargado de Negocios de los Estados Unidos, nos ofreció una pequeña comida a la cual fue invitado el Lord Justicia Mayor Russell [abogado británico]. ... en el curso de la conversación me aventuré a expresar que las decisiones de arbitrajes internacionales debían fundarse exclusivamente en consideraciones legales. Lord Russell respondió inmediatamente: "Estoy enteramente en desacuerdo con usted. Estimo que los arbitrajes internacionales deberían ser conducidos por vías más amplias y tomar en consideración cuestiones de política internacional". Desde aquel momento comprendí que no podíamos contar con Lord Russell para decidir la cuestión fronteriza sobre la base de estricto derecho.
Cuando nos reunimos en París... conocí a Lord Collins [abogado británico]. ... apareció claramente que Lord Collins estaba sinceramente interesado en darse cuenta completa de todos los hechos del caso y en determinar la Ley a éstos aplicable. ... toda su actitud y las numerosas preguntas que formuló eran críticas de las pretensiones británicas y daban la impresión de que se iba inclinando hacia el lado de Venezuela.
Después... los dos árbitros británicos regresaron a Inglaterra y llevaron consigo al señor Martens [abogado ruso, juez en el arbitraje]. Cuando reasumimos nuestros puestos... el cambio en Lord Collins era visible. ... Nos pareció (quiero decir, a la defensa de Venezuela) como si hubiera ocurrido algo en Londres para producir tal cambio.
... una tarde recibí un mensaje del Magistrado Brewer en el cual me decía que él y el Magistrado Fuller [abogado norteamericano por Venezuela] deseaban hablar conmigo. ...
... el Juez Brewer se levantó y me dijo muy excitado: "Mallet-Prevost, es inútil continuar por más tiempo esta farsa pretendiendo que nosotros somos jueces y usted abogado. El Magistrado Fuller y yo hemos decidido revelarle confidencialmente lo que acaba de pasar. Martens ha venido a vernos y nos informa que Russell y Collins están dispuestos a decidir en favor de la línea Schomburgk que, partiendo desde punta Barima en la costa, daría a Gran Bretaña el control de la boca principal del Orinoco; y si nosotros insistimos en comenzar la línea partiendo de la costa en el río Moroco, él se pondrá del lado de los británicos y aprobará la línea Schomburgk como la verdadera frontera". "Sin embargo -añadió- él, Martens, estaba ansioso de lograr una sentencia unánime, y si aceptáramos la línea que él propone, él obtendría la aquiescencia de Lord Russell y Lord Collins...". Lo que Martens proponía era que la línea... comenzara a cierta distancia al sudeste de punta Barima, de modo de dar a Venezuela el dominio de la boca del Orinoco...
Esto es lo que Martens ha propuesto. (...)Lo que tenemos que decidir es si aceptamos la proposición de Martens o suscribimos una opinión disidente. (...)Por lo que acababa de expresar el Magistrado Brewer y por el cambio que todos habíamos observado en Lord Collins, me convencí... que durante la visita de Martens a Inglaterra había tenido lugar un arreglo entre Rusia y Gran Bretaña... y que se había hecho presión, de un modo u otro, sobre Collins, a fin de que siguiera aquel camino. (...)Cuando revelé al general Harrison [consejero norteamericano] lo que acababa de pasar..., calificó la conducta de Gran Bretaña y Rusia en términos que es para mí inútil repetir. Su primera reacción fue la de pedir a Fuller y a Brewer que presentaran una opinión disidente, pero cuando se calmó y estudió el asunto desde un punto de vista práctico, me dijo: "... si algún día se supiera que estuvo en nuestras manos conservar la desembocadura del Orinoco para Venezuela y que no lo hicimos, nunca se nos perdonaría. Lo que Martens propone es inicuo, pero no veo cómo Fuller y Brewer puedan hacer otra cosa que aceptar".
Estuve de acuerdo con el general Harrison y así lo hice saber a los magistrados... La decisión del tribunal fue, en consecuencia, unánime; pero, si bien es cierto que dio a Venezuela el sector en litigio más importante desde un punto de vista estratégico, fue injusta para Venezuela y la despojó de un territorio muy extenso e importante sobre el cual la Gran Bretaña no tenía, en mi opinión, la menor sombra de derecho…
…lo anterior ha sido dictado por mí el 8 de febrero de 1944…."
Otto Schoenrich
Miembro de la firma Curtis, Mallet Prevost, Colt & Mosle
de Nueva York

## Consecuencias
El documento denunciaría una colusión ocurrida con respecto a la decisión del Tribunal de Arbitraje de París y serviría a Venezuela como uno de varios elementos para realizar una denuncia formal del laudo ante las Naciones Unidas en 1962.